# Višnja vas
Višnja vas je naselje u slovenskoj Općini Vojniku. Višnja vas se nalazi u pokrajini Štajerskoj i statističkoj regiji Savinjskoj. 

## Stanovništvo
Prema popisu stanovništva iz 2002. godine naselje je imalo 239 stanovnika.